# Ixia leipoldtii
Ixia leipoldtii är en irisväxtart som beskrevs av Gwendoline Joyce Lewis. Ixia leipoldtii ingår i släktet Ixia och familjen irisväxter. Inga underarter finns listade i Catalogue of Life.